# Expedición Kittanning
La Expedición Kittanning, también conocida como Expedición Armstrong o Batalla de Kittanning, fue un asalto durante la guerra franco-india que llevó a la destrucción del poblado amerindio de Kittanning, que había servido de punto de partida de varios ataques de los delaware y shawnee contra los colonos europeos en Pensilvania. Fue liderado por el teniente coronel John Armstrong y fue el único ataque llevado a cabo por colonos pensilvanos durante la guerra.

## Trasfondo
Aunque, al expandirse por el mundo el conflicto fuese conocido como la Guerra de los Siete Años, la guerra había comenzado en Pensilvania para luchar por el control del territorio del Ohio. Con las derrotas de George Washington en Fort Necessity en 1754 y la de Edward Braddock en 1755, los colonos de Pensilvania se encontraron indefensos ante el enemigo.
Los indios aliados de Francia que habían derrotado a Braddcok en Monongahela provenían de la región de los Grandes Lagos. Los indios locales, en su mayoría delawares y shawnees que se habían instalado en la zona tras la llegada de los colonos blancos, se mantenían neutrales en el conflicto, esperando a ver quien iba ganando la guerra ya que no querían arriesgarse a aliarse con el perdedor. Tras la derrota de Braddock, los franceses consiguieron que los delaware y los shawnee se declinasen en contra de los ingleses, quienes les habían quitado sus tierras de la costa Este.
Desde octubre de 1755 numerosas partidas de indígenas, a veces con ayuda francesa, atacaron los asentamientos de Pensilvania. Los guerreros nativos generalmente no hacían distinción entre combatientes y civiles, atacando a mujeres y niños y tomando numerosos prisioneros. Aunque los europeos también luchaban con crueldad encontraban a los indios brutales y aterradores.
Destacaron entre los atacantes indios los líderes delaware Shingas y el capitán Jacobs, quienes vivían en Kittaning. Los gobiernos coloniales de Pensilvania y Virginia ofrecieron dinero por sus cabezas. Tras la destrucción de Fort Granville el 2 de agosto de 1756 por una partida franco-indígena liderada por el capitán Jacobs, el gobernador de Pensilvania ordenó a la milicia destruir Kittaning y rescatar a los prisioneros.

## Batalla
El teniente coronel John Armstrong, cuyo hermano había resultado muerto en la batalla de Fort Granville, lideró a 300 hombres en el largo camino hacia el poblado, lanzando un ataque sorpresa el 8 de agosto de 1756. Muchos habitantes de Kittaning huyeron, pero el capitán Jacobs dirigió la defensa, refugiándose con su mujer e hijos en su casa. Cuando se negó a rendirse, prendieron fuego a la casa, llegando a un montón de pólvora que tenían almacenada allí. La casa explotó y todos sus habitantes murieron. Tras seis horas de combate, el pueblo estaba destruido y los pensilvanos se retiraron.
Acciones menos duras habían sido llevadas a cabo por los indios y se les denominaron «masacres», mientras que para los colonos esto no fue más que un ataque. A Amstrong se le conoció como el Héroe de Kittaning. Sin embargo, los atacantes sufrieron más bajas que las que causaron y la mayoría de los indios escaparon llevándose a los prisioneros. Además este ataque provocó a los indios, quienes aumentaron la frecuencia de los asaltos. 
De todas maneras los indios habían descubierto que eran vulnerables, por lo que pronto, el hermano de Shinga llegó con una proposición de paz que se realizó mediante el Tratado de Easton, que fue el que permitió el ataque de John Forbes a Fort Duquesne.